# Mumford
Mumford, soms Felix genoemd, is een handpop uit het kinderprogramma Sesamstraat. Hij is een goochelaar wiens trucs vaak niet verlopen zoals hij voor ogen had. Zijn originele, Engelstalige naam is The Amazing Mumford.
Mumford heeft een lila huidskleur, een kaal hoofd en een zwart snorretje. In plaats van ogen heeft hij twee dikke wenkbrauwen. Mumford draagt een hoge hoed, een zwart kostuum en een rode cape. Zijn toverspreuken bevatten standaard het woord "pindakaas".
Het personage wordt onder andere gebruikt om kinderen te leren rekenen. Hij neemt dan bijvoorbeeld een aantal vruchten en tovert er steeds eentje weg. Of hij haalt allerlei voorwerpen uit zijn hoed die op elkaar rijmen.
Mumford wordt gespeeld door Jerry Nelson. Zijn Nederlandse stem wordt ingesproken door Wim T. Schippers.